# Robert Kwiatkowski (polityk)

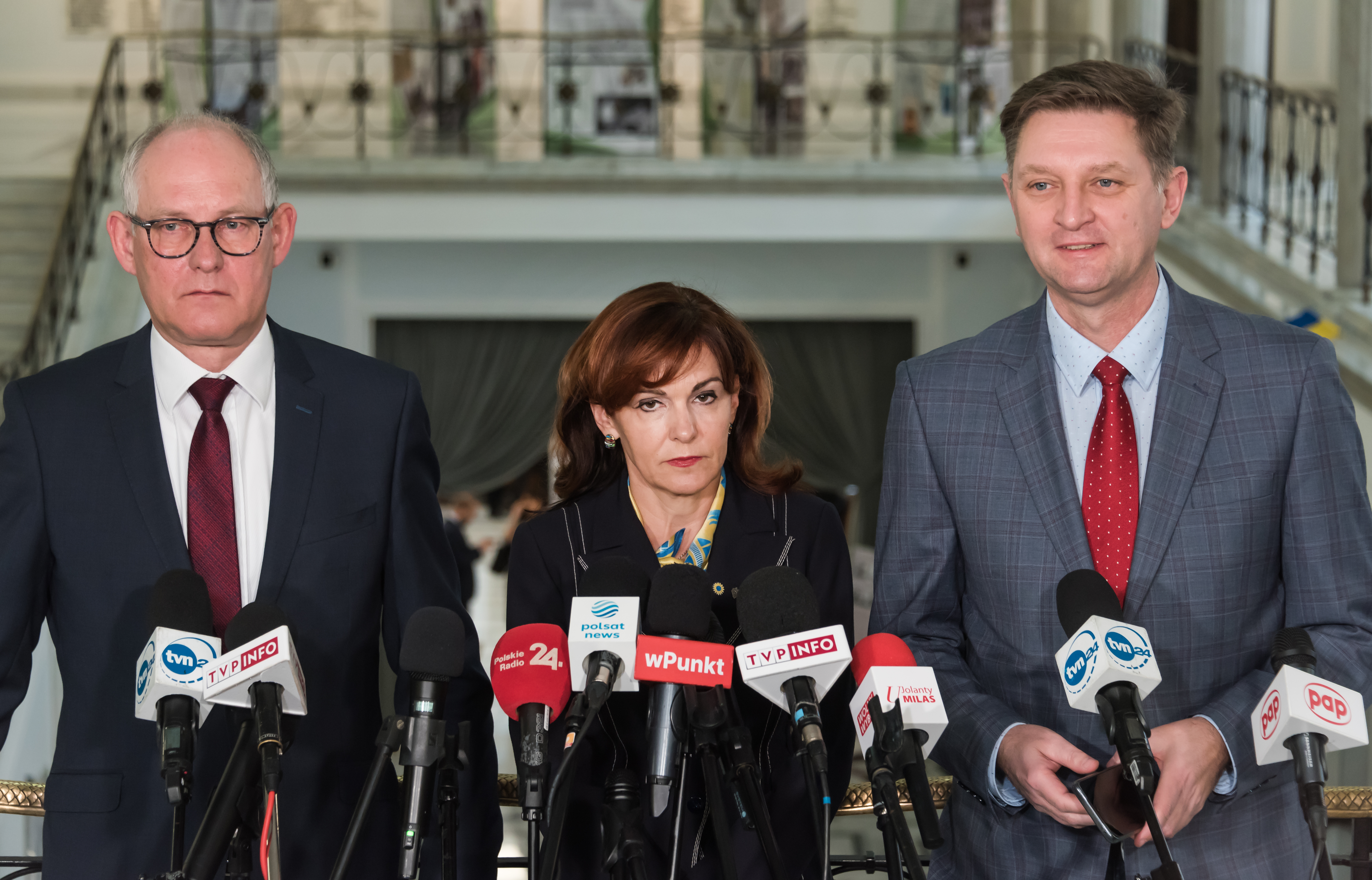
Robert Kwiatowski (z lewej) z Gabrielą Morawską-Stanecką i Andrzejem Rozenkiem podczas konferencji prasowej KP PPS w Sejmie (2022)

Robert Artur Kwiatkowski (ur. 7 listopada 1961 w Przemyślu) – polski polityk i przedsiębiorca, w latach 1996–1998 członek Krajowej Rady Radiofonii i Telewizji, następnie do 2004 prezes zarządu Telewizji Polskiej, poseł na Sejm IX kadencji (2019–2023), członek Rady Mediów Narodowych (od 2020).

## Życiorys
Ukończył studia wyższe w Instytucie Stosunków Międzynarodowych Wydziału Dziennikarstwa i Nauk Politycznych Uniwersytetu Warszawskiego. W trakcie studiów był działaczem Zrzeszenia Studentów Polskich. Zasiadał we władzach krajowych tej organizacji, reprezentował ją w European Student Information Bureau (ESIB) oraz w Międzynarodowym Związku Studentów (IUS). W 1985 wstąpił do Polskiej Zjednoczonej Partii Robotniczej.
W latach 1992–1996 był dyrektorem, a następnie współwłaścicielem polskiej filii niemieckiej agencji reklamowej E/B/D Interpartners. W 1993 został członkiem rady nadzorczej Polskiego Radia. Wspólnie z Markiem Nowakowskim założył agencję reklamową Callmedia.
Pracował w sztabie wyborczym Aleksandra Kwaśniewskiego w trakcie kampanii prezydenckiej w 1995. W 1996 został wybrany przez Sejm RP do Krajowej Rady Radiofonii i Telewizji w miejsce Marka Siwca, który odszedł do Kancelarii Prezydenta RP. Członkiem KRRiT był do 1998.
W czerwcu 1998 objął stanowisko prezesa zarządu Telewizji Polskiej. Jego nazwisko pojawiło się w trakcie tzw. afery Rywina. Przyjęty przez Sejm raport sejmowej komisji śledczej (autorstwa Zbigniewa Ziobry) stwierdzał, że złożenie (w lipcu 2002) przez Lwa Rywina propozycji korupcyjnej przedstawicielom Agora S.A. miało pozostawać – jak wskazano w tym dokumencie – w ścisłym związku z zachowaniem osób z tzw. grupy trzymającej władzę, w skład której mieli wchodzić Robert Kwiatkowski, Aleksandra Jakubowska, Włodzimierz Czarzasty, Lech Nikolski oraz Leszek Miller. W związku z tą sprawą Robertowi Kwiatkowskiemu nigdy nie przedstawiono żadnych zarzutów. W 2003 członkowie rady nadzorczej Telewizji Polskiej, Anna Popowicz i Andrzej Liberadzki, wystąpili o odwołanie Roberta Kwiatkowskiego z funkcji prezesa, wniosek ten nie został poparty, a Robert Kwiatkowski zajmował stanowisko do 17 lutego 2004. W 2005 opublikował własnym sumptem książkę Jaka piękna katastrofa. Wojna o ustawę medialną a afera Rywina.
Od 2009 do 2011 był prezesem zarządu przedsiębiorstwa Hawe.
Został również członkiem władz naczelnych Stowarzyszenia Ordynacka, skupiającego byłych działaczy ZSP. W sprawach medialnych doradzał Grzegorzowi Napieralskiemu za czasów jego przewodnictwa w SLD. W 2012 związał się z Ruchem Palikota (został członkiem rady programowej think tanku tej partii, reprezentował ją również w mediach, nie należąc jednak do ugrupowania). W 2013 został wiceprzewodniczącym zarządu stowarzyszenia Europa Plus oraz członkiem zarządu powołanej w październiku tego samego roku partii Twój Ruch. Otwierał listę komitetu Europa Plus Twój Ruch w wyborach do Parlamentu Europejskiego w 2014; koalicja ta nie osiągnęła progu wyborczego. W styczniu 2015 odszedł z Twojego Ruchu.
W 2019 został liderem listy wyborczej SLD w wyborach do Sejmu w okręgu toruńskim. Uzyskał mandat posła IX kadencji, otrzymując 13 940 głosów. W Sejmie został członkiem Komisji Cyfryzacji, Innowacyjności i Nowoczesnych Technologii oraz Komisji Infrastruktury. Przystąpił później do Sojuszu Lewicy Demokratycznej, przekształconego w Nową Lewicę. W grudniu 2020 prezydent RP Andrzej Duda z rekomendacji KKP Lewicy powołał go w skład Rady Mediów Narodowych. W grudniu 2021 odszedł z klubu parlamentarnego Lewicy, współtworząc koło Polskiej Partii Socjalistycznej (w lutym 2023 przekształcone w Koło Parlamentarne Lewicy Demokratycznej). Wystąpił także z Nowej Lewicy, pozostając osobą bezpartyjną. W 2022 współtworzył Stowarzyszenie Lewicy Demokratycznej, zostając jego sekretarzem generalnym. Nie kandydował w wyborach w 2023.

## Życie prywatne
Żonaty, ma dwoje dzieci. Jest synem Stanisława Kwiatkowskiego, zawodowego wojskowego, twórcy CBOS i GfK Polonia oraz doradcy Wojciecha Jaruzelskiego.

## Wyniki wyborcze
| Wybory | Komitet wyborczy | Komitet wyborczy             | Organ                              | Okręg | Wynik          |
| ------ | ---------------- | ---------------------------- | ---------------------------------- | ----- | -------------- |
| 2014   |                  | KKW Europa Plus Twój Ruch    | Parlament Europejski VIII kadencji | nr 12 | 8250 (1,25%)   |
| 2019   |                  | Sojusz Lewicy Demokratycznej | Sejm IX kadencji                   | nr 5  | 13 940 (3,08%) |